# Eatoniella melanochroma
Eatoniella melanochroma is een slakkensoort uit de familie van de Eatoniellidae. De wetenschappelijke naam van de soort is voor het eerst geldig gepubliceerd in 1899 door Tate.